# Серазетдинов, Дуглас Зияевич
Запрос «Серазетдинов» перенаправляется сюда; о Герое России см. Сиразетдинов, Тимур Галлиевич; о филологе см. Сиразитдинов, Зиннур Амирович; о легкоатлете см. Серазтдинов, Денис Яруллович.
Дуглас Зияевич Серазетдинов (19 февраля, 1934, Актюбинск — 1994, Алма-Ата), химик-неорганик, доктор химических наук (1983), профессор (1987).

## Биография
Окончил КазГУ.
С 1956 года — научный сотрудник Института химии АН.
Серазетдиновым разработана технология полифосфатных удобрений, предложены методы направленного синтеза их на основе реакции сополимеризация. Результаты исследований Серазетдинова прошли контрольную обработку на Жамбылском фосфорном, Жамбылском суперфосфатном, Жана-Жамбылском химическом, ДПО «Химпром» заводах.
Автор 30 изобретений, более 200 научных трудов.
Награждён медалями.

## Сочинения
- Физико-химические основы получения полимерных фосфатов (1979)
- Химия и технология плавленых полифосфатов (1989)
- Исследования в химии и технологии неорганических веществ (1991)
- Отходы фосфорной и туковой промышленности и пути их утилизации (1992)